# Eleição para mesa diretora da Câmara dos Deputados do Brasil em 2013
A eleição para a Mesa Diretora da Câmara dos Deputados do Brasil em 2013, ocorrida em 4 de fevereiro de 2013, elegeu Henrique Eduardo Alves, como Presidente da Câmara dos Deputados do Brasil para o biênio 2013-2015.  De acordo com a Constituição brasileira, o presidente da Câmara dos Deputados é o segundo na linha de sucessão da presidência da República (o primeiro é o vice-presidente).
O primeiro turno contou com quatro candidatos disputando a presidência da Câmara. Rose de Freitas (PMDB-ES), que recebeu 47 votos, Júlio Delgado (PSB-MG) que obteve 165 votos e Chico Alencar (PSOL-RJ), que obteve 11 votos. Com a escolha de Henrique Alves, o PMDB comandou Câmara e Senado nesse período bienal.